# Abgabekategorie
Die Abgabekategorie von Arzneimitteln regelt in der Schweiz die Verkaufsabgrenzung, also ob das Arzneimittel mit oder ohne Rezept abgegeben werden darf, und ob es in Apotheken oder Drogerien abgegeben werden muss. 
Die Abgabekategorien sind: 
- A: rezeptpflichtig, einmalige Abgabe

- B: rezeptpflichtig, Dauerrezept möglich
- D: Abgabe nach Fachberatung
- E: Abgabe ohne Fachberatung

Die frühere Kategorie C wurde 2018 aufgehoben. Zuständig für die Vergabe der Abgabekategorie ist Swissmedic; die Verordnung über die Arzneimittel (VAM) definiert die Kategorien. 

## Bedeutung
Arzneimittel der Abgabekategorien A und B sind rezeptpflichtig, während solche der Kategorien D und E ohne Rezept gekauft werden können. Arzneimittel der Kategorien A und B können in Apotheken bezogen werden, und jene der Kategorie D auch in Drogerien. E-Arzneimittel können überall frei verkauft werden, zum Beispiel in Supermärkten. Die früher bestehende Kategorie C (nicht rezeptpflichtig, Erwerb in Apotheken, nicht aber in Drogerien) wurde per 2019 abgeschafft.
Arzneimittel aus der Tiermedizin folgen grundsätzlich denselben Abgabekategorien.
In begründeten Ausnahmefällen (Heilmittelgesetz Art. 24 Abs. 1) kann ein Apotheker ein Arzneimittel auch ohne Rezept abgeben. Dies ist etwa der Fall, wenn durch die Nicht-Abgabe gesundheitliche Schäden drohen, wenn akute Symptome gelindert werden können, oder wenn das Medikament dem Patienten bereits einmal verordnet wurde, und dem Patienten die zu behandelnden Symptome bekannt sind. Um Missbrauch der Arzneimittel zu verhindern, können Ärzte die Rezepte mit Auflagen versehen; etwa durch eine fraktionierte Abgabe (der Patient kann bestimmte Kleinmengen des Medikaments in bestimmten Abständen beziehen), oder es wird ihm vorgeschrieben, das Rezept nur in einer bestimmten Apotheke einzulösen.
Im Jahr 2005 fielen 59 % aller in der Schweiz zugelassenen Arzneimittel in die Kategorien A und B, 10 % in die Kategorie C und 31 % in die Kategorien D und E.

## Kriterien für die Kategorisierung
Heilmittel werden grundsätzlich nach ihrem Gefahren- und Missbrauchspotenzial den Abgabekategorien zugeteilt.
Die Zulassungsinhaber können jederzeit eine andere Einstufung ihrer Heilmittel beantragen – in aller Regel eine Tieferstufung, damit das Heilmittel frei verkauft werden kann. Umkehrt stuft die Swissmedic aufgrund neuer medizinischer Erkenntnisse Heilmittel von sich aus anders ein – was in der Regel in einer Höherstufung mündet. Die Einstufung erfolgt jeweils über eine beschwerdefähige Verfügung.
Einer Tieferstufung in die Kategorien D und E entgegen stehen folgende Aspekte:
- Arzneimittelwechselwirkungen mit verschreibungspflichtigen Heilmitteln sind nicht zulässig in Kategorie E; denn der therapeutische Nutzen des anderen Arzneimittels muss bei gleichzeitiger Einnahme sichergestellt sein
- Besondere Dokumentationspflichten seitens des Apothekers (zum Beispiel Pille danach)
- Betäubungsmittel und ihre Vorläuferstoffe
- Das Heilmittel wirkt systemisch und wird ausschließlich bei Kindern unter zwei Jahren angewendet

Die relativen Hindernisse für die Einstufung in Kategorien D und E werden in einer Gesamtschau betrachtet. Es sind:
- Schwerwiegende Interaktionen mit verschreibungspflichtigen Heilmitteln
- Sicherheit: Mittel, die von schwangeren und stillenden Frauen nicht oder nur eingeschränkt verwendet werden dürfen
- Das Arzneimittel wirkt systemisch
- Indikation: Bei Heilmitteln der Kategorie D muss der Patient ohne ärztliche Hilfe in der Lage sein, zu entscheiden, ob das Heilmittel angezeigt ist. Bei Mitteln der Kategorie E gilt dasselbe, aber ohne Hilfestellung durch Fachpersonal (vor allem Drogisten, aber teilweise auch PTAs, medizinische Fachangestellte, Krankenpfleger, …)
- Diagnose: Das Heilmittel darf die Symptome einer schweren Erkrankung nicht überdecken, ebenso darf es die ärztliche Diagnose einer solchen Erkrankung weder erschweren noch verzögern

Weitere Kriterien sind der Vergleich mit bereits zugelassenen Heilmitteln mit demselben Wirkstoff, sowie der Vergleich mit Heilmitteln, die in der EU zugelassen sind.
Die Abgabekategorie unterscheidet nicht zwischen einmaliger, kurzfristiger und langfristiger Anwendung. Zum Beispiel können freiverkäufliche Schmerzmittel, Codein-Hustentropfen (bis Ende 2018: Kategorie C, seither Kategorie B) oder Xylometazolin-Nasensprays (Kategorie D) bei unsachgemäßer Dauer-Anwendung zur Abhängigkeit mit Entzugssymptomen führen, aber umgekehrt sind bei nicht wenigen kurzfristig angewendeten, rezeptpflichtigen Heilmitteln (zum Beispiel Kortikosteroide, Kategorie B) keinerlei Gesundheitsschäden bekannt.

## Abgabekategorien
Die angegebene Abgabekategorie gilt jeweils für ein zugelassenes Arzneimittel, nicht für einen bestimmten Wirkstoff. Die Swissmedic begutachtet und genehmigt für jedes neu beantragte Arzneimittel die Abgabekategorie.

### Kategorie A (einmalige Abgabe auf ärztliche oder tierärztliche Verschreibung)
Die Abgabe ist auf eine ärztliche Verschreibung hin möglich (Verschreibungspflicht). Ist auf dem Rezept eine Einmalabgabe vermerkt, darf davon nicht abgewichen werden, und für eine erneute Abgabe muss wieder der Arzt aufgesucht werden („verschärft verschreibungspflichtige Arzneimittel“).
Die Einstufung in die Kategorie A erfolgt für Arzneimittel, wenn der Wirkstoff in der Stoffliste A aufgeführt ist, wenn die Therapiedauer begrenzt ist und aus Gründen der Sicherheit nicht verlängert werden darf, wenn der Gebrauch ohne ärztliche bzw. tierärztliche Diagnose und Überwachung der Anwendung zu ernsthaften Gesundheitsschäden führen kann oder wenn durch eine falsche Anwendung die spätere Behandlung entscheidend beeinträchtigt werden könnte.
Beispiele: Tramadol, Amoxicillin.
Arzneimittel, die ein Betäubungsmittel-Rezept erfordern, findet man auch manchmal als Kategorie A+ ausgewiesen. Der Arzt darf nur eine Menge verschreiben, die für eine einmonatige Behandlung ausreicht; in begründeten Ausnahmen kann der Bezug der Medikamente während drei Monaten wiederholt werden. Betäubungsmittel dürfen nur von jenem Arzt verschrieben werden, der den Patienten auch selbst untersucht hat.
Beispiele: Morphin, Pethidin, Methylphenidat.
Einige betäubungsmittelrechtlich geregelte Stoffe bzw. Zubereitungen (Verzeichnisse b und c der Betäubungsmittelverzeichnisverordnung) sind von der Pflicht zur Verordnung auf Betäubungsmittel-Rezepten ausgenommen und unterliegen der Kategorie B (z. B. Benzodiazepine, Barbiturate).

### Kategorie B (Abgabe auf ärztliche oder tierärztliche Verschreibung)
Benötigt ein Rezept. Dauer-Rezepte für den wiederholten Bezug sind zulässig, wobei Bundesgesetze die Gültigkeitsdauer von Dauer-Rezepten nicht einschränken. Verschiedene Kantone setzen jedoch, gestützt auf Gesetze oder auf Tarifverträge mit den Krankenkassen, eine Obergrenze von entweder 12 oder 24 Monaten.
Arzneimittel der Kategorie B können auch bei bestimmungsgemäßem Gebrauch zu Gesundheitsschäden führen. Arzneimittel dieser Kategorie werden bei Krankheiten eingesetzt, bei denen eine ärztliche Diagnose und/oder Überwachung empfohlen wird. Ebenso befinden sich Wirkstoffe, deren Wirkung noch nicht genügend erforscht wurden und Wirkstoffe zur parenteralen Anwendung in dieser Kategorie. Neuartige Wirkstoffe gelten also zunächst als rezeptpflichtig, bevor sie gegebenenfalls in die Kategorie D entlassen werden.
Beispiele: Methylprednisolon, Ibuprofen (in höheren Dosen), Novalgin, Ringer-Laktat (da parenteral verabreicht), Tamiflu, Midazolam, Temesta, Atorvastatin, Gardasil (parenteral), Desogestrel (Antibabypille) und isotonische Kochsalz-Lösung (parenteral).
Die Kompetenz der Apotheker, Medikamente der Kategorie B ohne Verschreibung abzugeben, wurde mit der Heilmittelgesetz-Revision (in Kraft seit 1. Januar 2019) erweitert:
- Arzneimittel, die vorher in Kategorie C eingeteilt waren, können weiterhin ohne Rezept bezogen werden.
- Der Wirkstoff ist bekannt und schon seit mehreren Jahren zugelassen, und die zu behandelnde Krankheit tritt häufig auf. Das Bundesamt für Gesundheit legt fest, bei welchen Indikationen das Heilmittel ohne Rezept abgegeben werden kann. Die Indikationen sind:[7][8]
  - saisonale Allergien
  - akute Atemwegserkrankungen wie Husten
  - bestimmte Magen-Darm-Erkrankungen (Übelkeit, Durchfall, Verstopfung, kurzzeitige Behandlung von Hämorrhoiden) und Übergewicht
  - bestimmte Augen-Erkrankungen (Konjunktivitis, trockene Augen)
  - Hauterkrankungen wie Herpes-Fieberbläschen
  - urogenitale Erkrankungen (v. a. vaginale Mykosen und erektile Dysfunktion)
  - Vitamin- und Mineralienmangel
  - Einschlafstörungen
  - durch zu geringen Blutdruck bedingte Kreislaufstörungen
  - Reisekrankheit und Gleichgewichtsstörungen
  - Notfallverhütung
- Das Arzneimittel dient der Weiterführung einer Dauermedikation. Die Arzneimittel können während einem Jahr nach der Erstverschreibung bezogen werden.

Die rezeptfreie Abgabe von Kategorie-B-Heilmitteln muss vom Apotheker in allen Fällen dokumentiert werden.

### Kategorie C (historisch, Abgabe nach Fachberatung durch Medizinalpersonen)
Arzneimittel der bis 2018 bestehenden Kategorie C durften nur in Apotheken verkauft werden. Sie wurden primär dadurch definiert, dass sie nicht in Kategorien A oder B vorkamen. Diese Heilmittel erforderten eine Fachberatung durch Medizinalpersonen.
Die Fachberatung musste insbesondere dann erfolgen, wenn wesentliche Anwendungseinschränkungen (Kontraindikationen) bestanden oder bedeutsame unerwünschte Nebenwirkungen zu erwarten waren. Je nach Kanton konnten Drogerien diese Arzneimittel ebenfalls verkaufen, falls sie dazu eine (befristete) Ermächtigung erhalten hatten.
Beispiele für gemäß der früheren Kategorie C abgabefähige Arzneimittel waren – in begrenzten Dosierungen oder Mengen – etwa Ibuprofen, Hydrocortison (dermal), Codein-Tropfen, sowie Levonorgestrel als Pille zur Notfallverhütung.
Mit der Revision des Heilmittelgesetzes, welches am 1. Januar 2019 in Kraft trat, wurde die Kategorie C aufgelöst. Die Heilmittel wurden größtenteils (85 %) in die Kategorie D verschoben, der Rest (rund 15 %) in die Kategorie B. Ein Grund dafür ist die Fachkompetenz der in Schweizer Apotheken und Drogerien tätigen Fachleute.
Von der Einteilung in die Kategorie B betroffen waren insbesondere Arzneimittel mit Codein oder Dextromethorphan (Opiat-Abkömmlinge), die ein erhebliches Missbrauchspotenzial zeigen können. Auch Medikamente, bei denen es zu schwerwiegenden Wechselwirkungen mit verschreibungspflichtigen Medikamenten kommen kann und/oder mit besonderem Beratungsbedarf wurden der Kategorie B zugeordnet.

### Kategorie D (Abgabe nach Fachberatung)
Rezeptfreie Abgabe nach Fachberatung, die aber nicht von einer Medizinalperson angeboten werden muss. Verkauf in Apotheken und Drogerien. Arzneimittel dieser Kategorie sind primär dadurch definiert, dass sie nicht in die Kategorien A oder B aufgenommen wurden.
Beispiele: Paracetamol in begrenzten Dosen, Xylometazolin in tieferen Dosen.
Im Rahmen der Revision des Heilmittelgesetzes wurden viele Heilmittel von der Kategorie D in die Kategorie E verschoben.

### Kategorie E (Abgabe ohne Fachberatung)
Die Abgabe ist ohne Fachberatung in allen Geschäften möglich.
Beispiele: Heilmittel wie Zitronenmelissen- oder Kamillentee.